# Ida Rubinstein
Ida Lvovna Rubinstein (Járkov, actual Ucrania, 5 de octubre de 1885-Vence, 20 de septiembre de 1960) fue una bailarina de ballet, actriz, mecenas y belleza icónica de la Belle Époque.

## Primeros años
Nacida en el seno de una acaudalada familia judía, Ida Rubinstein quedó huérfana a muy temprana edad. Tuvo, para lo que es habitual en el ballet ruso, poco entrenamiento formal. Estudió mimo y recitación, fue una gran admiradora de la bailarina Isadora Duncan.
Bajo la tutoría privada de Michel Fokine debutó en 1909 con una interpretación privada en Salomé, de Oscar Wilde con música de Aleksandr Glazunov, desnudándose completamente en el curso de la Danza de los siete velos. 
Serguéi Diáguilev la contrató para los Ballets Rusos y con ellos bailó el rol principal de Cleopatra en la temporada de París de 1909. Esta interpretación fue un poderoso espectáculo, los trajes fueron diseñados por Léon Bakst y el final inspiró el Souvenir de la temporada de ópera de 1909 de Kees van Dongen.

## Representaciones en arte y ballet

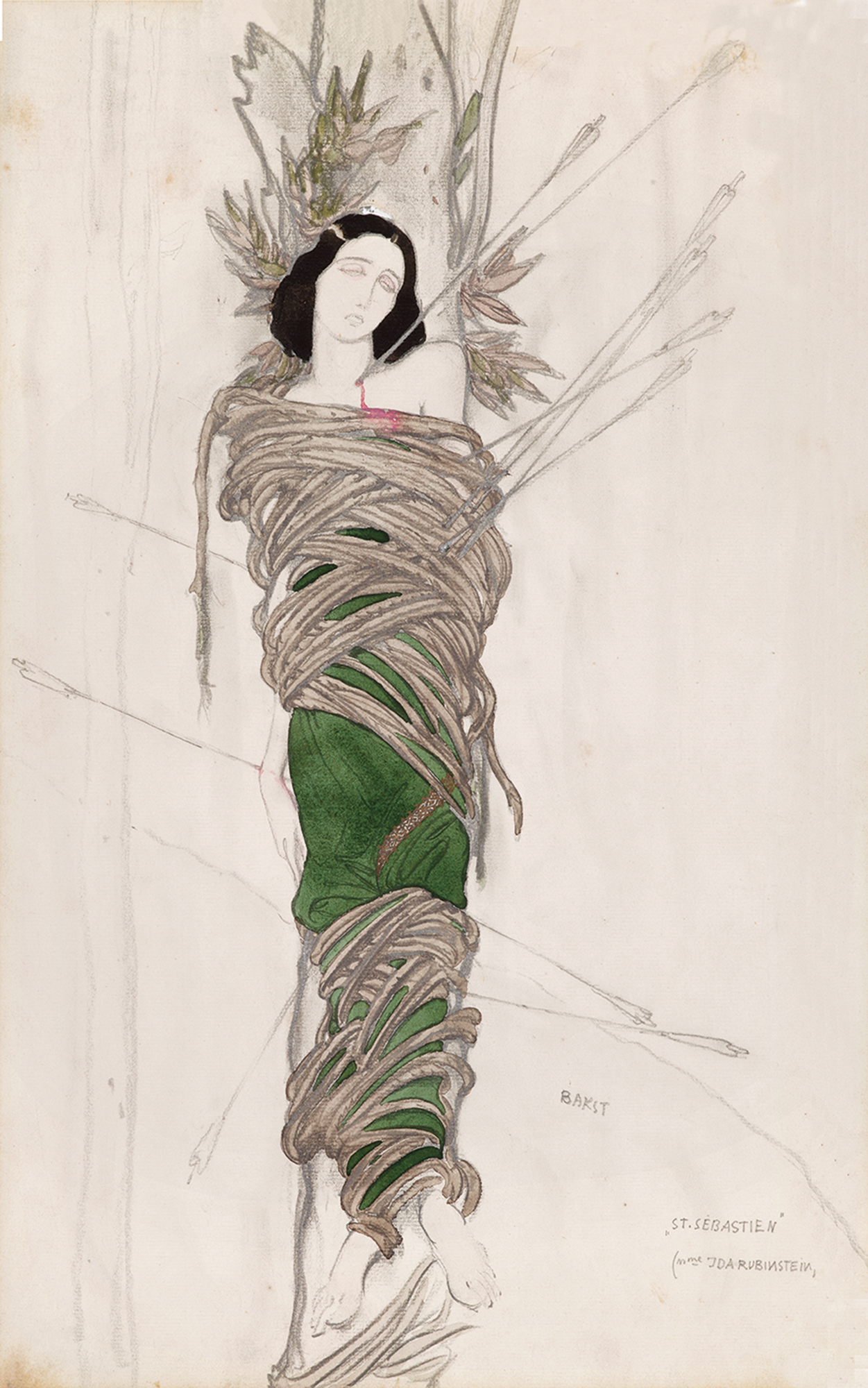
Vestuario de Léon Bakst para Ida Rubinstein en Le martyre de Saint Sébastien, 1912.

Rubinstein fue también muy celebrada en el arte. Su retrato por Valentín Serov en 1910 marca la más plena realización de su estilo de madurez. El escultor de art déco Demetre Chiparus produjo un figurín de Rubinstein y fue pintada por Antonio de la Gándara. 
Ida Rubenstein era lesbiana y comenzó en 1911 un affaire de tres años con la pintora Romaine Brooks, que pintó un impactante retrato suyo y la usó como modelo desnuda para su cuadro Venus.
Rubinstein bailó con los Ballets Rusos nuevamente en la temporada de 1910, actuando en Sheherezade, un ballet basado en la primera historia de Las mil y una noches, coreografiada por Michel Fokine y escrita por él y Léon Bakst, siendo su pareja Vaslav Nijinsky. Este ballet fue muy admirado en su tiempo por su picante sensualidad y suntuosa puesta en escena aunque, en la actualidad, es raramente interpretado, considerado más como una pantomima y pareciendo anticuado el orientalismo que en ese momento estaba de moda. 
En 1911, actuó en Le Martyre de Saint Sebastien, con un libreto de Gabriele D'Annunzio y música de Claude Debussy. Este fue un triunfo tanto por el estilizado modernismo como por el escándalo; el arzobispo de París pidió a los católicos no asistir debido a que San Sebastián era interpretado por una mujer y, además, judía.
Después de dejar los Ballets Rusos, Ida Rubinstein fundó y financió varias compañías de ballet y trabajó con varios coreógrafos y compositores importantes entre ellos Arthur Honegger. Ella encargó e interpretó el Bolero de Maurice Ravel en 1928, frecuentemente escenificó eventos libres de ballet y continuó danzando hasta el inicio de la Segunda Guerra Mundial. 

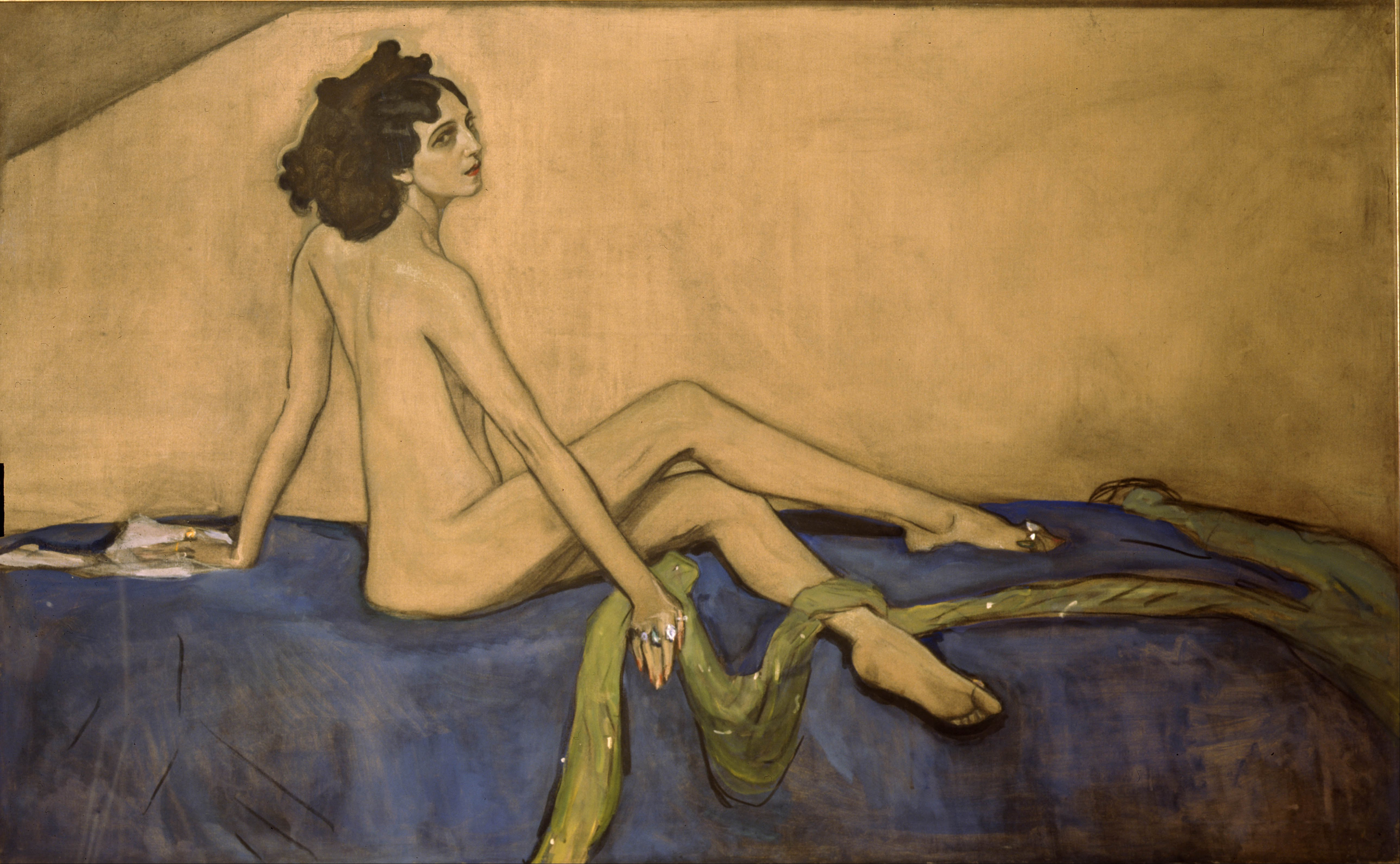
Valentín Serov. Retrato de Ida Rubinstein. 1910. Museo Estatal Ruso

Rubinstein no está considerada entre las bailarinas de primera fila, ya que comenzó su preparación muy tarde, 24 años. Sin embargo, tenía una gran presencia escénica y gran capacidad de actuación. Fue un patrón significativo y tendió a encargar obras que se adaptasen a sus habilidades, obras que mezclaran la danza con el drama y la puesta en escena.
Aunque volvió en un par de ocasiones a los escenarios, abandonó éstos definitivamente en el año 1935. En  1934 recibió el título de la  Legíón de Honor Francesa.